# 三本松口駅
三本松口駅（さんぼんまつぐちえき）は、鳥取県米子市三本松四丁目にある、西日本旅客鉄道（JR西日本）境線の駅である。妖怪の名前から取られた愛称はそでひき小僧駅である。

## 歴史
- 1987年（昭和62年）11月1日：境線後藤駅 - 河崎口駅間に新設[2]。同線富士見町駅・御崎口駅（現：大篠津町駅）・高松町駅・馬場崎町駅と共に同年4月のJR西日本発足以来初の新駅である[3]。
- 1993年（平成5年）3月上旬：乗車駅証明書発行機を設置し、使用開始[4]。
- 2019年（平成31年）3月16日：車載型IC改札機により、ICカード「ICOCA」が利用可能となる。

## 駅構造
境港方面に向かって左側に単式ホーム1面1線を有する地上駅（停留所）。米子駅管理の無人駅。出口は境港寄りの踏切に面して設置されており、その手前のボックス内に自動券売機が設置されている。駅舎は無く、屋根付待合所があるのみ。後付けの駅であるためか、ホーム幅は狭い。

## 利用状況
近年の1日平均乗降人員の推移は以下の通り。
| 乗降人員推移 | 乗降人員推移 |
| 年度         | 1日平均人数  |
| ------------ | ------------ |
| 2007年       | 342          |
| 2008年       |              |
| 2009年       |              |
| 2010年       |              |
| 2011年       | 348          |
| 2012年       | 355          |
| 2013年       | 353          |
| 2014年       | 338          |
| 2015年       | 352          |
| 2016年       | 394          |
| 2017年       | 391          |
| 2018年       | 392          |

## 駅周辺
主に駅南側は住宅、駅北側は商業施設が多い。
- 米子上後藤郵便局
- 米子市立後藤ヶ丘中学校
- 米子市立住吉小学校
- 医療法人養和会
  - 養和病院
  - 介護老人保健施設 仁風荘
- 米子青果
- 東亜青果
- 鳥取銀行住吉支店
- 山陰合同銀行上後藤出張所
- 鳥取県道317号両三柳西福原線
- まるごう 上後藤店

## 隣の駅
西日本旅客鉄道（JR西日本）
 境線
後藤駅（どろたぼう駅） - 三本松口駅（そでひき小僧駅） - 河崎口駅（傘化け駅）